# زلین زد-۵۰
زلین زد-۵۰ (به انگلیسی: Zlín_Z-50) یک هواگرد از نوع آکروباتیک ساخت شرکت Zlin Aircraft است. هواگرد زلین زد-۵۰ نخستین پروازش را در ۱۸ ژوئیه ۱۹۷۵ میلادی انجام داد. این هواگرد در سال ۱۹۷۵ میلادی رسماً معرفی گردید.